# Neumayer (Mondkrater)
Neumayer ist ein Einschlagkrater im äußersten Südosten der Mondvorderseite, südöstlich des Kraters Helmholtz und nordwestlich von Hale.
Der Kraterrand ist stark erodiert, das Innere weitgehend eben. Die Einschlagereignis fällt in die nektarische Periode.
| Buchstabe | Position           | Durchmesser | Link |
| --------- | ------------------ | ----------- | ---- |
| A         | 75,09° S, 73,81° O | 34 km       |      |
| M         | 71,74° S, 80,2° O  | 35 km       |      |
| N         | 70,55° S, 78,31° O | 39 km       |      |
| P         | 70,59° S, 83,38° O | 24 km       |      |

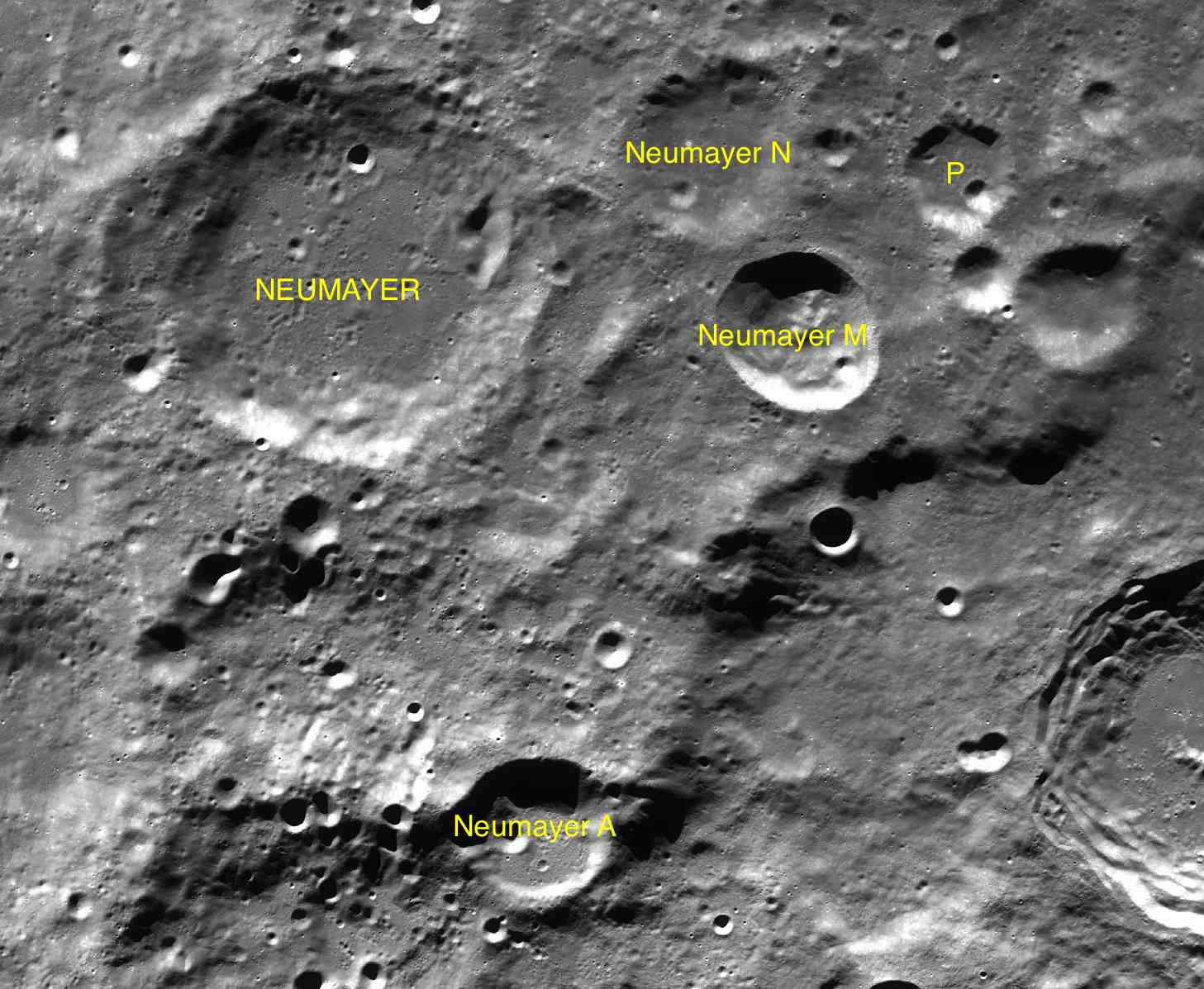
Neumayer mit seinen Nebenkratern

Der Krater wurde 1935 von der IAU nach dem deutschen Geophysiker und Polarforscher Georg von Neumayer offiziell benannt.